# Trichopalpina simplex
Trichopalpina simplex är en fjärilsart som beskrevs av Emilio Berio 1956. Trichopalpina simplex ingår i släktet Trichopalpina och familjen nattflyn. Inga underarter finns listade i Catalogue of Life.